# Bompietro
Bompietro település Olaszországban, Szicília régióban, Palermo megyében. Lakosainak száma 1197 fő (2023. január 1.). Bompietro Alimena, Blufi, Gangi, Petralia Soprana, Calascibetta, Villarosa és Resuttano községekkel határos.

## Népesség
A település népességének változása:
| Lakosok száma | 1354 | 1337 | 1197 |
|               | 2017 | 2018 | 2023 |